# Fumaria skottsbergii
Fumaria skottsbergii är en vallmoväxtart som beskrevs av Lidén. Fumaria skottsbergii ingår i släktet jordrökar, och familjen vallmoväxter. Inga underarter finns listade i Catalogue of Life.